# Crotalaria arcuata
Crotalaria arcuata är en ärtväxtart som beskrevs av Roger Marcus Polhill. Crotalaria arcuata ingår i släktet sunnhampor, och familjen ärtväxter. Inga underarter finns listade i Catalogue of Life.